# 粗毛马先蒿
粗毛马先蒿（学名：Pedicularis hirtella）为列当科马先蒿属的植物，为中国的特有植物。分布在中国大陆的云南等地，生长于海拔2,800米的地区，常生长在荒草坡与灌丛中，目前尚未由人工引种栽培。